# Claude Nigoul
Claude Nigoul (n.1936) este un politolog francez, specialist în relațiile internaționale și în geopolitica bazinului mediteraneean. A fost timp de mai mulți ani directorul Institutului European de Înalte Studii Internaționale din Nisa. În 1997 a primit titlul de Doctor honoris causa al Universității Libere din Moldova (ULIM).